# Paul Kong
Paul Bee Heng Kong (* 11. April 1958) ist ein australischer Badmintonspieler.

## Karriere
Paul Kong nahm 1980 und 1983 an den Badminton-Weltmeisterschaften teil. 1980 wurde er jeweils 9. im Mixed und im Herrendoppel, 1983 nur noch 17. und 33. Im Herreneinzel wurde er beide Male 17. 1982 siegte er bei den australischen Meisterschaften im Einzel und im Doppel. Bei den Commonwealth Games 1986 gewann er Bronze mit dem australischen Team.

## Sportliche Erfolge
| Saison | Veranstaltung              | Disziplin    | Platz | Name                             |
| ------ | -------------------------- | ------------ | ----- | -------------------------------- |
| 1975   | Australische Meisterschaft | Herrendoppel | 1     | Christopher Hardwick / Paul Kong |
| 1980   | Weltmeisterschaft          | Mixed        | 9     | Paul Kong / Audrey Swaby         |
| 1980   | Weltmeisterschaft          | Herrendoppel | 9     | Paul Kong / Peter Cooper         |
| 1980   | Weltmeisterschaft          | Herreneinzel | 17    | Paul Kong                        |
| 1982   | Australische Meisterschaft | Herrendoppel | 1     | Paul Kong / Trevor James         |
| 1982   | Australische Meisterschaft | Herreneinzel | 1     | Paul Kong                        |
| 1983   | Weltmeisterschaft          | Herrendoppel | 33    | Paul Kong / Darren McDonald      |
| 1983   | Weltmeisterschaft          | Mixed        | 17    | Paul Kong / Audrey Swaby         |
| 1983   | Weltmeisterschaft          | Herreneinzel | 17    | Paul Kong                        |
| 1986   | Commonwealth Games         | Team         | 3     | Australien                       |